# 투지스
투지스(독일어: Thusis, 이탈리아어: Tosana 토사나[*], 로만슈어: Tusàn)는 스위스 그라우뷘덴주의 비아말라구에 있는 지자체이다. 2018년 1월 1일 이전 무텐은 투지스시로 합병되었다.

## 역사
투지스는 1156년에 Tosana로 처음 언급되었다.

## 지리
투지스의 면적은 2006년 현재 6.8k㎡이다. 이 면적 중 18%는 농업용으로 사용되며 58.2%는 산림이다. 나머지 토지 중 15.2%는 정착지(건물 또는 도로)이고, 나머지(8.6%)는 불모지(강, 빙하 또는 산)이다. 시정촌은 힌터라인강 지역의 투지스 하위 지역의 수도이며, 2017년 이후에는 비아말라 지역의 일부가 되었다. 힌터라인 계곡의 중심이며, 힌터라인강과 놀라강의 합류 지점에 있다. 투지스는 또한 비아말라 협곡의 끝에 있다. 투지스 마을로 구성되어 있으며, 1875년부터 위베르놀라를 포함하고 있다.

### 기후
투지스의 연간 강우량은 평균 101.6일이며, 평균 강수량은 892mm이다. 가장 습한 달은 8월로 이 기간 동안 투지스의 평균 강수량은 112mm이다. 이달의 평균 강수량은 10.7일이다. 강수량이 가장 많은 달은 6월로 평균 10.7일이지만 강수량은 97mm에 불과하다. 일년 중 가장 건조한 달은 2월이며 10.7일 동안 평균 강수량이 42mm이다.

## 인구 통계

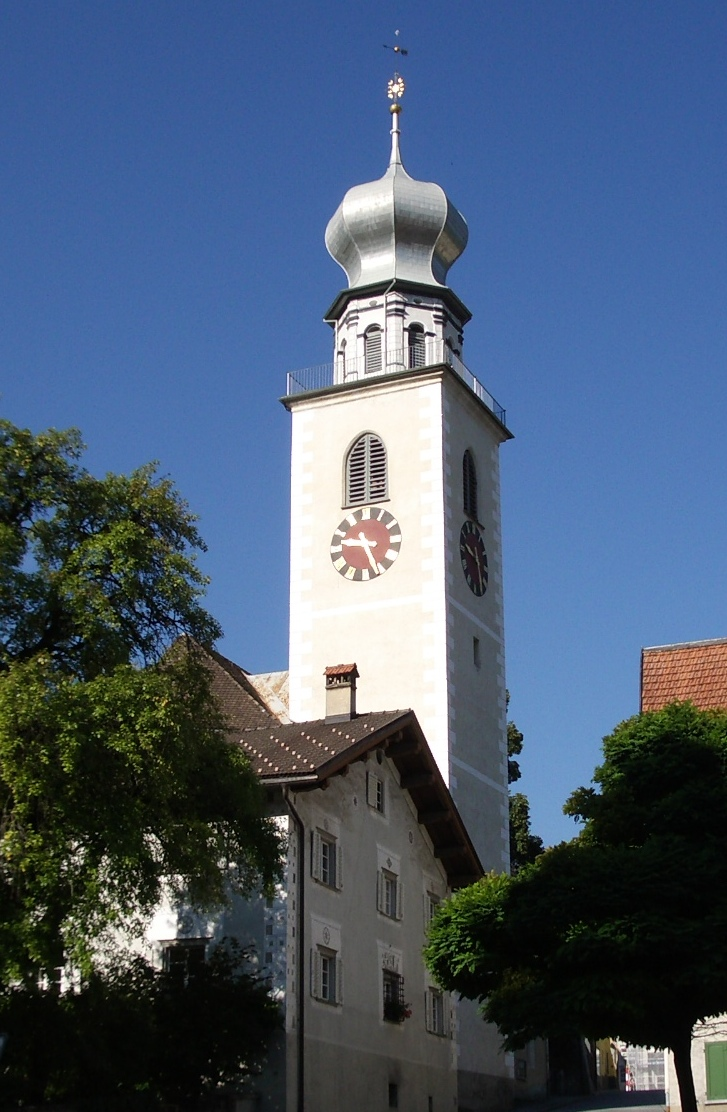
투지스 개신교 교회

투지스의 인구(2020년 12월 31일 기준)는 9,453명이다. 2008년 기준으로 전체 인구의 23.6%가 외국인이다. 지난 10년 동안 인구는 0.7%의 비율로 증가했다.
2000년 기준으로 인구의 성별 분포는 남성 50.4%, 여성 49.6%였다. 투지스의 2000년 기준 연령 분포는 다음과 같다. 인구의 11.2%인 304명이 0세에서 9세 사이이다. 142명(5.2%)은 10~14세, 141명(5.2%)은 15~19세이다. 성인 인구 중 354명(인구의 13.0%)이 20~29세이다. 460명(16.9%)은 30~39세, 402명(14.8%)은 40~49세, 333명(12.3%)은 50~59세이다. 고령자 분포는 255명(인구의 9.4%)이 60~69세 사이이다. 70~79세는 195명(7.2%), 80~89세는 104명(3.8%), 90~99세는 27명(1.0%)이다.
2007년 연방 선거에서 가장 인기 있는 정당은 31.4%의 득표율을 기록한 SVP였다. 다음으로 가장 인기 있는 3개 정당은 SPS (27.2%), FDP (24.8%), CVP (15.1%)였다.
투지스에서는 인구의 약 63.5%(25-64세)가 비필수 고등교육 또는 추가 고등교육(대학 또는 응용학문대학)을 완료했다.
따라서 실업률은 1.65%이다. 2005년 현재 1차 경제 부문에 15명이 고용되어 있고, 이 부문에 약 5개 기업이 참여하고 있다. 525명이 2차 부문에 고용되어 있고, 이 부문에 36개의 기업이 있다. 1,325명이 3차 부문에 고용되어 있으며, 이 부문에는 190개의 기업이 있다.
2000년 인구조사에 따르면 1,085명(39.9%)이 로마 가톨릭 신자이고, 1,096명(40.3%)이 스위스 개혁 교회에 속해 있다. 나머지 인구 중 정교회에 속한 사람은 134명(인구의 약 4.93%)이고, 다른 기독교 교회에 속한 사람은 46명(인구의 약 1.69%)이다. 유대교인은 5명 미만이고, 이슬람교인은 96명(인구의 약 3.53%)이다. 다른 교회에 속해 있는 64명(또는 인구의 약 2.36%)이 있으며(인구 조사에 나열되지 않음), 101명(또는 인구의 약 3.72%)이 어떤 교회에도 속하지 않고, 불가지론자 또는 무신론자이다. 그리고 95명의 개인(또는 인구의 약 3.50%)이 질문에 대답하지 않았다.
역사적 인구는 다음 표에 나와 있다.
| 년도 | 인구  |
| ---- | ----- |
| 1629 | 542   |
| 1850 | 769   |
| 1900 | 1,281 |
| 1950 | 1,616 |
| 2000 | 2,717 |

### 언어
2000년 기준, 인구 대부분은 독일어(현지 스위스 독일어 방언은 투네르도이취로 알려져 있음)(77.7%)를 사용하며, 세르비아-크로아티아어가 5.2%로 두 번째로 많이 사용하고, 이탈리아어가 세 번째(4.7%)이다.
| 투지스 GR 언어 |             |             |             |             |             |             |
| 언어           | Census 1980 | Census 1980 | Census 1990 | Census 1990 | Census 2000 | Census 2000 |
| 언어           | 수          | %           | 수          | %           | 수          | %           |
| 독일어         | 1887        | 74.73%      | 1995        | 75.40%      | 2112        | 77.73%      |
| 로만슈어       | 238         | 9.43%       | 136         | 5.14%       | 107         | 3.94%       |
| 이탈리아어     | 230         | 9.11%       | 172         | 6.50%       | 129         | 4.75%       |
| 인구           | 2525        | 100%        | 2646        | 100%        | 2717        | 100%        |

## 교통

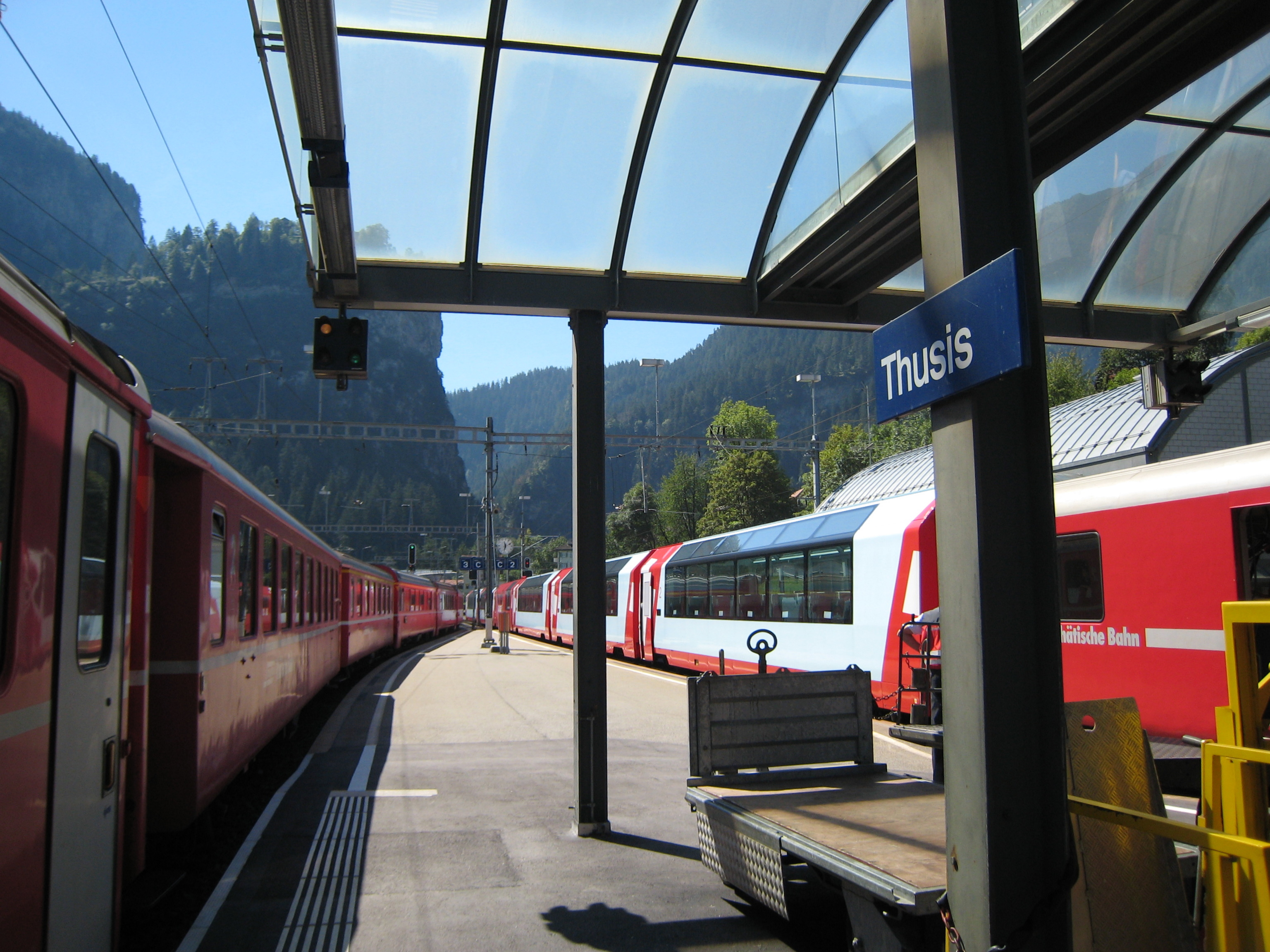
투지스역

쿠어 남서쪽으로 짧은 거리에 위치한 투지스는 A13 고속도로(분기점 20 및 21)를 이용하여 접근할 수 있다. 래티셰 철도는 투지스역까지 운행한다.